# فيبي داهل
فيبي داهل (بالإنجليزية: Phoebe Dahl)‏ هي مصممة أزياء أمريكية وبريطانية، ولدت في 4 نوفمبر 1988 في فلوريدا في الولايات المتحدة.

## وصلات خارجية
- فيبي داهل على موقع IMDb (الإنجليزية)